# Zographus nivisparsus
Zographus nivisparsus är en skalbaggsart som först beskrevs av Louis Alexandre Auguste Chevrolat 1844.  Zographus nivisparsus ingår i släktet Zographus och familjen långhorningar.
Artens utbredningsområde är:
- Moçambique.
- Zimbabwe.

Inga underarter finns listade i Catalogue of Life.